# Билина (город)
Билина (чеш. Bílina) — город в Чехии, в районе Теплице Устецкого края. Находится на одноимённой реке.

## География
Город расположен в долине реки Билина и окружен горами: с севера — Крушными горами, с востока — Чешские средневысокие горы, с юга — горой Боржень высотой в 539 м над уровнем моря, с запада — горой Канькова (436 м). Билина находится между городами Теплице и Мост, это делает его местоположение весьма выгодным для развития города, так как вблизи проходит одна из крупнейших магистралей, соединяющая Теплице и Мост. Окружающая город природа имеет разнообразную фауну.

## История
Впервые город упоминается в «Чешской хронике» Козьмы Пражского. В X веке представители династии Пржемысливочей построили здесь крепость, а территорию вокруг крепости именовали Билинской провинцией. В первой половине XI века город был сожжён по приказу Бржетислава I, потому что князь был подкуплен маркграфом Эккехардом II, когда тот атаковал Чехию. В XII веке город был вновь восстановлен, но не имел прежнего значения.
В 1420 году город перешёл во владение Альбрехта из Колдиц, который своими противогуситскими взглядами стал причиной тому, что Билина регулярно подвергалась нападениям гуситов. Семейство Колдицей смогло окончательно вернуть эту территорию во владение Чехии в 1436 году.
В начале XVI века город начал развиваться, здесь расцвели торговля и ремесло. Во время Тридцатилетней войны Билина сильно пострадала от постоянных набегов. Во время одного из них был сожжён замок и прилегающие дома, часть населения была уничтожена. После войны владелец Билины Фердинанд Лобковиц начал восстанавливать город, по его приказу итальянские архитекторы построили замок в стиле барокко, и несколько других зданий.
В начале XVIII века управление городом перешло Элеоноре из Лобковиц. Она обратила внимание на минеральные источники Билины. В 1712 году по её приказу источники были прочищены и источник начал использоваться. Впоследствии здесь возник курорт Киселка (ныне закрытый), который стал гордостью города. В XIX веке вокруг курорта был построен парк, а в 1878 году — курортный дом. В этот также развивается экономика Билины. Здесь были найдены угольные залежи, построены заводы, автомобильная дорога, соединяющая город с Теплице.
Когда в 1918 году образовалась Чехословакия, местные немцы были недовольны новым строем. Они создали собственные общественные организации, а в 1930-х начали пропагандировать фашизм. После Второй мировой войны все немцы Белины были депортированы в Германию.
В 1992 году исторический центр Билины получил статус зоны городских памятников (чеш. Městská památková zóna).

## Достопримечательности
- Замок Билина — замок Фердинанда Лобковица, построенный в 1675—1682 годах итальянскими архитекторами на месте средневекового замка, основанного в X веке.
- Городская ратуша — построена в начале XX века.
- Заповедник Боржень — на территории заповедника находится одноимённая гора. В 1971 году эта заповедник взят под охрану государства.
- Костёл святых Петра и Павла
- Гуситский бастион
- В бывшем селе Уезд находится небольшая церковь Благовещения Пресвятой Богородицы 15 века

### Ветряная мельница в Билине
Ветряная мельница в Билине – это бывшая ветряная мельница голландского типа, которая стояла к северо-западу от центра Билины на высоте примерно 230 м над уровнем моря, в честь которой названа местная улица На Ветраку и место называется Ветрак.
Ветряная мельница была построена до 1842 года на возвышенности над Билиной. В 1861 году ее производственная мощность была заявлена в 25 центнеров зерна. Исчезла в конце 19 века.

## Население

### Еврейская община
Самое старое еврейское поселение в Билине датируется 1417 годом. Другая запись существует с 16 века, позже евреи были изгнаны из города. Современная еврейская община в городе существовала со второй половины 19 века до 1938 года. На пике своего развития она насчитывала 100 человек. В Билине на улице Теплицкой находится синагога, основанная в 1895 году путем перестройки жилого дома. Он был активен до Второй мировой войны, после чего снова используется в жилых целях до сегодняшнего дня. По соседству с городским кладбищем находится еврейское кладбище с примерно четырьмя десятками надгробий и развалинами морга.
| Год  | Численность | Численность |
| ---- | ----------- | ----------- |
| 1869 | 5342        | [ 8 ]       |
| 1880 | 7310        | [ 8 ]       |
| 1890 | 8952        | [ 8 ]       |
| 1900 | 12 257      | [ 8 ]       |
| 1910 | 9360        | [ 2 ]       |
| 1921 | 9669        | [ 2 ]       |
| 1930 | 10 688      | [ 2 ]       |
| 1950 | 8372        | [ 2 ]       |
| 1961 | 10 403      | [ 2 ]       |
| 1970 | 16 196      | [ 8 ]       |
| 1980 | 18 836      | [ 8 ]       |
| 1991 | 17 025      | [ 2 ]       |
| 2001 | 15 890      | [ 2 ]       |
| 2011 | 15 401      | [ 2 ]       |
| 2014 | 16 703      | [ 9 ]       |
| 2016 | 17 112      | [ 10 ]      |
| 2017 | 17 205      | [ 11 ]      |
| 2018 | 17 203      | [ 12 ]      |
| 2019 | 17 166      | [ 13 ]      |
| 2020 | 17 200      | [ 14 ]      |
| 2021 | 17 103      | [ 15 ]      |
| 2022 | 14 420      | [ 16 ]      |
| 2023 | 14 633      | [ 17 ]      |
| 2024 | 14 580      | [ 4 ]       |

### Транспорт
Автомобильная дорога I/13 проходит через центр города, от которой дорога II/257 на Козлу-у-Лоун отсоединяется на пересечении улиц Билинской и Спойоваци.
Через город также проходят две железнодорожные линии Усти-над-Лабем – Хомутов и Усти-над-Лабем – Билина. Железнодорожная станция Билина находится на территории города, а также две остановки Билина-Киселка и Билина-Худержице. Станция Билина обслуживается экспрессами линии R15, а также пассажирскими поездами линий U1, U5 и U51.

## Города-побратимы
- Алес, Франция
- Билгорай, Польша (1 февраля 1995)[18]
- Нововолынск, Украина (27 августа 2000)[19][20]